# Chužir
Chužir (rus. Хужир, bur. Хужар) je největší sídlo ostrova Olchon v Bajkalu a zároveň administrativní centrum celého ostrova. Nachází se v Olchonském okresu v Irkutské oblasti.

## Geografie
Chužir se nachází asi 300 kilometrů po silnici od oblastního města Irkutsku. Rozkládá se na severozápadním pobřeží ostrova Olchon, v bezprostřední blízkosti známé skály Šamanky. Od této skály se táhne tříkilometrová pláž, často navštěvovaná turisty ubytovanými ve vesnici. Chužir je největší sídlo největšího a zároveň jediného obydleného ostrova Bajkalu.

## Historie

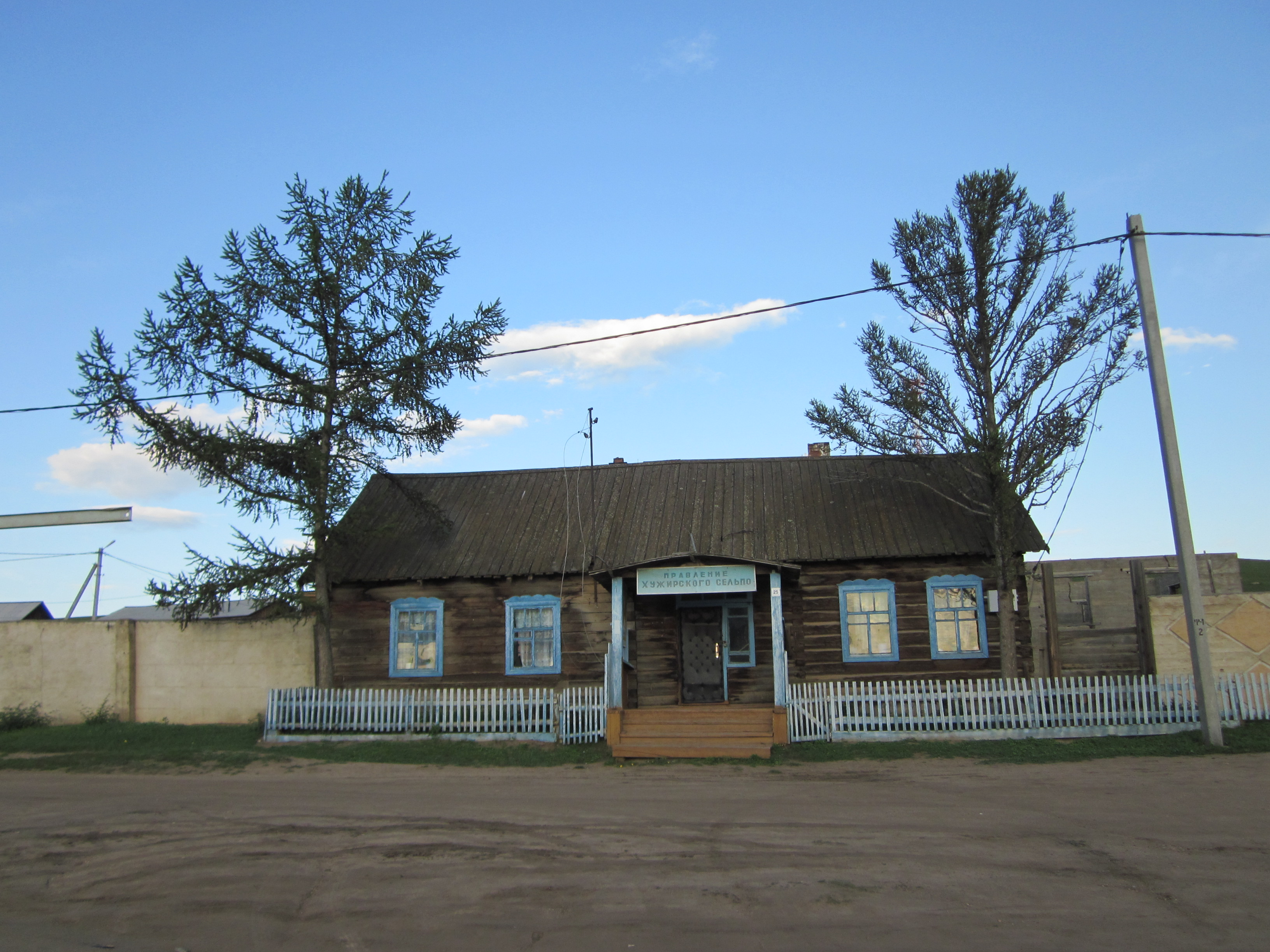
Obecní úřad v Chužiru

Ostrov Olchon byl osídlen odnepaměti, avšak místo, kde dnes stojí Chužir, bylo poprvé osídleno až v 1. polovině 20. století. Příčinou je přítomnost posvátné skály Šamanky, kde podle pověstí žije pán ostrova, nelítostný duch Chan-Choto Babaj, kterého není radno rušit. Okolo skály vedla pouze cesta, po které když vedli Burjati své koně, ovazovali jim v těchto místech kopyta, aby jejich klapání nerušilo duchy. Stavba vesnice zde tak byla pro místní nemyslitelná.
S nápadem postavit na místě vesnici přišli až Rusové, kteří se zde rozhodli postavit závod na zpracování ryb, který měl na ostrově i svou pobočku v podobě gulagu v Pesčanoje. Jako oficiální datum založení vesnice se tak uvádí rok 1938.
Již během druhé světové války zde vznikla čtyřletá škola a obchod. Závod na zpracování ryb byl po pádu Sovětského svazu uzavřen, vesnice tak dnes žije především ze stále intenzivnějšího turistického ruchu. Elektřina byla do vesnice zavedena až r. 2005, když byl na Olchon doveden podvodní kabel.

## Doprava
Jedním z nejběžnějších způsobů, jak se dostat na ostrov, jsou maršrutky, které v hlavní sezóně jezdí každý den z irkutského autobusového nádraží. Při cestě automobilem na ostrov je nutné použít bezplatný přívoz, který se nachází 36 kilometrů jihozápadně od Chužiru. Ten je v provozu pochopitelně pouze tehdy, pokud je jezero rozmrzlé. Po zamrznutí jezera se jezdí přímo po ledu.
Do vesnice se dá dostat též lodí. V nedaleké osadě Charancy je v provozu také malé letiště, na které jsou vypravovány lety z Irkutsku.

## Ekonomika

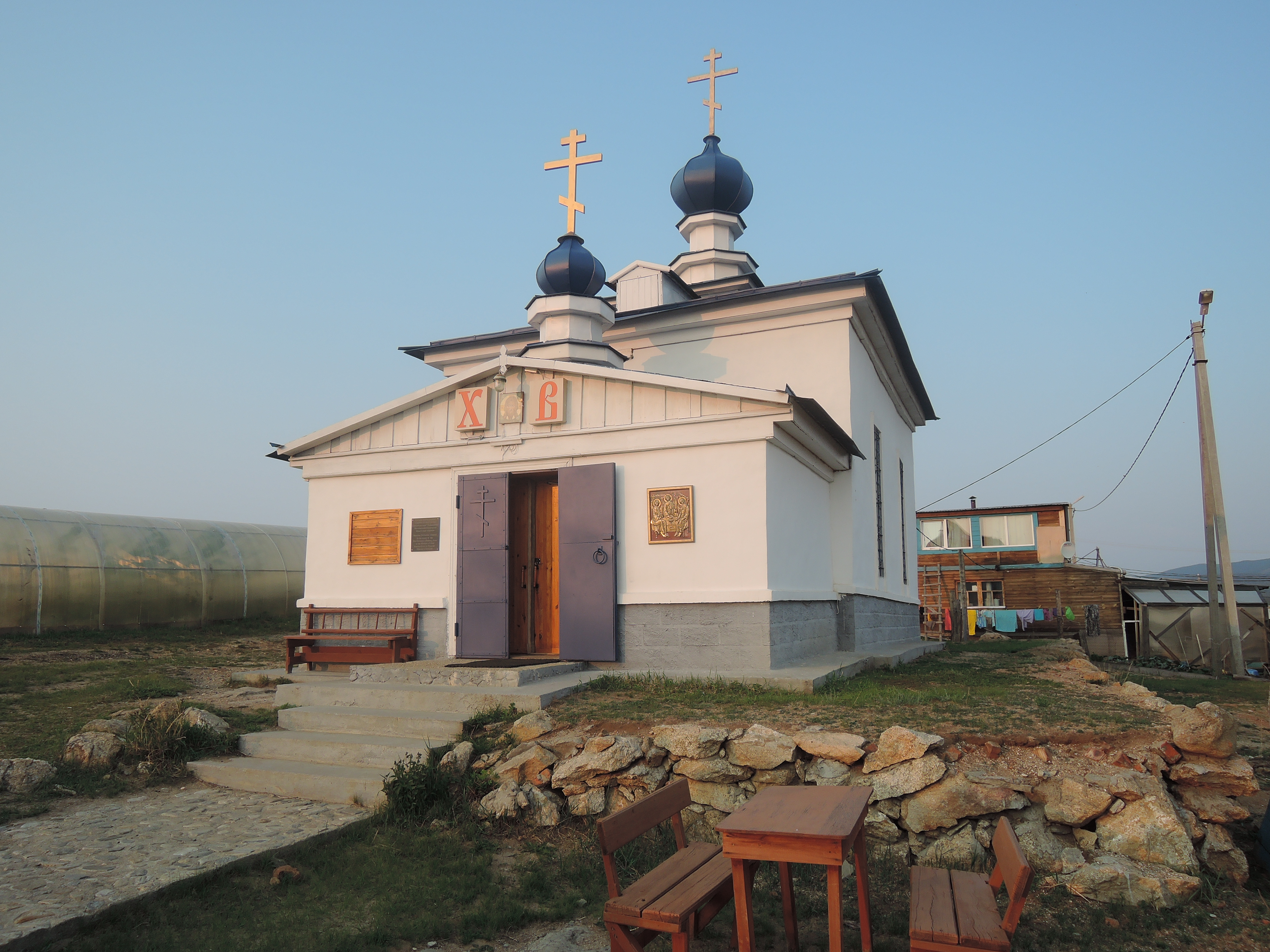
Chužirský pravoslavný kostelík

V současnosti je hlavním zdrojem příjmů místních poskytování služeb turistům. Ve vesnici funguje informační centrum pro turisty, kde lze též zakoupit jízdenky na maršrutky. Nachází se zde velké množstí různých turistických ubytoven či hotelů, velmi snadno si lze domluvit nocleh u místních, kteří často na svém pozemku přistavují chatky pro turisty. Nabízí se tu nespočet organizovaných výletů autem, na koni či lodí, lze si zde půjčit jízdní kola či čtyřkolky. Velmi populární je též rybolov.
Dříve pracovala prakticky celá vesnice v místním závodu na zpracování ryb, který je však nyní zavřený a bajkalské ryby, které v Chužiru koupíte, jsou dováženy odjinud.

## Turistické zajímavosti
- skála Šamanka - místní šamanistická svatyně
- Oblastní muzeum N. M. Revjakina
- pravoslavný Chrám ikony bohorodičky - vládkyně, jedný kostel na ostrově
- mezinárodní letní divadelní centrum Olchon